# Hotelový resort Savoy Westend
Hotelový resort Savoy Westend se nachází v lázeňské části Karlových Varů ve čtvrti Westend v ulici Petra Velikého 583/16. Je komplexem pěti historických vil pocházejících z let 1875–1897.

## Historie
Všech pět vil bylo postaveno v období zlatého věku Karlových Varů v tehdejší ulici Westendstrasse (dnes Petra Velikého). Nejstarší z nich je vila Artemis, původního jména „Stainl“ podle stavebníka Antona Stainla (později se vila jmenovala Milton, poté Pöhl). Byla postavena v roce 1875, projekt zpracoval stavitel Konrad Eckl.
O dvanáct let později, roku 1893 vznikla vila „Klemm“, následně nazvaná Charlotte Klemm, dnešní vila Rusalka. Postavil si ji dvorní stavitel D. A. Klemm podle projektu Alfreda Bayera.
Další tři vily byly dokončeny v roce 1897. Dvě z nich měly téhož architekta, byl jím opět Alfred Bayer. Stejný byl i stavebník a stavitel v jedné osobě – Josef Waldert. Jedná se o vilu Savoy Westend, nazvanou na počest savojské dynastie ve znovusjednocené Itálii, a dále o vilu „Waldert“, dnešní vila Kleopatra.
Poslední objekt, vilu „Kensington“, dnes vila Carlton, financoval i postavil podle svého projektu taktéž Josef Waldert.
Po druhé světové válce byly vily znárodněny, od roku 1952 patřily většinou lázeňskému ředitelství a v roce 1957 přešly k podniku Československé státní lázně.

## Současnost
Po sametové revoluci byly v roce 1999 ve veřejné soutěži prodány společnosti Lunisoft, s. r. o. Po rekonstrukci objektů i jejich okolí vznikl luxusní komplex „Hotelový resort Savoy Westend“, jehož provoz byl zahájen na počátku lázeňské sezony 2005. Hotel je vlastněn a provozován ruskou skupinou Hotel-Holding.

## Galerie

Historické vily Hotelového resortu Savoy Westend
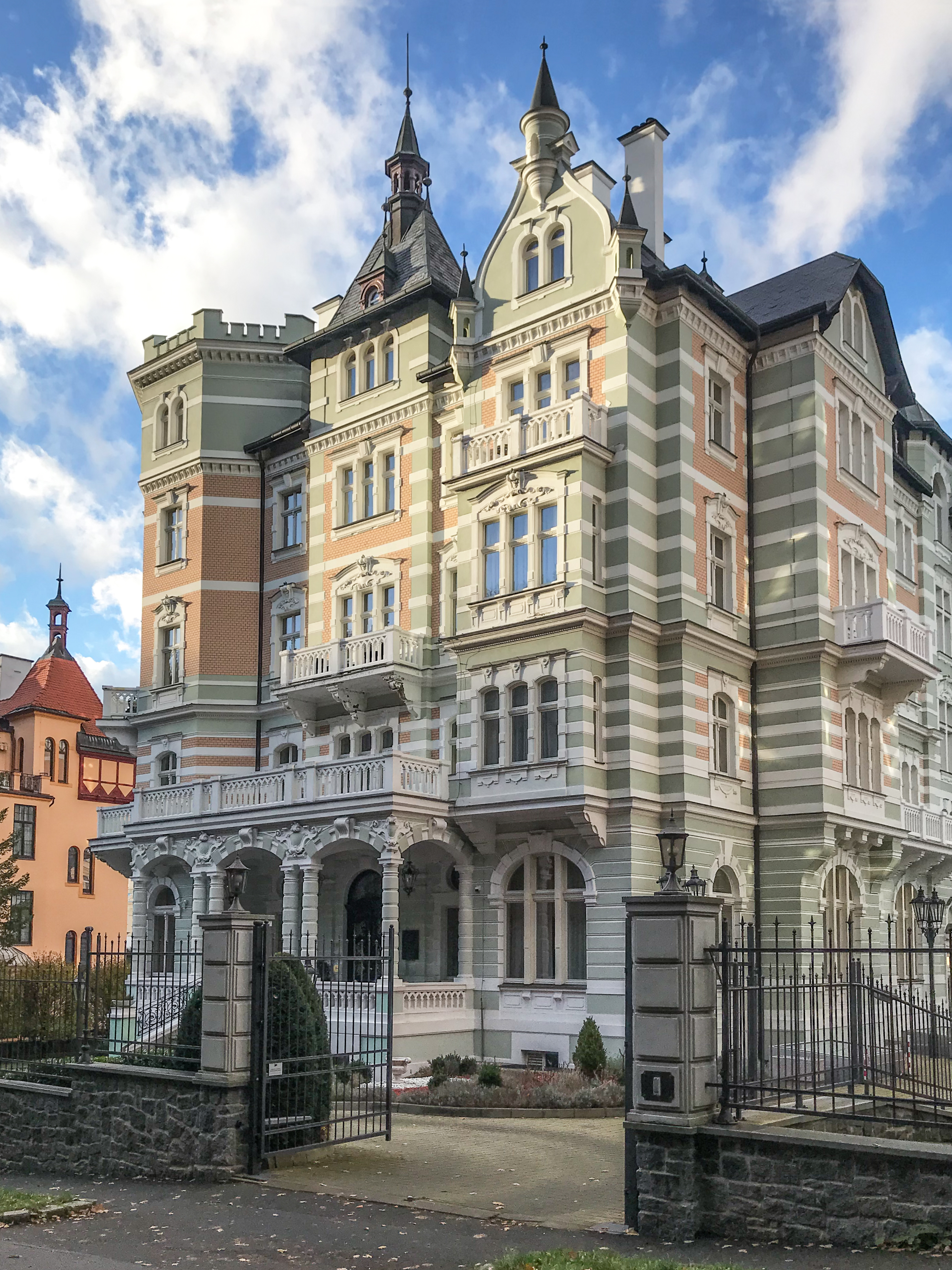
Vila Savoy
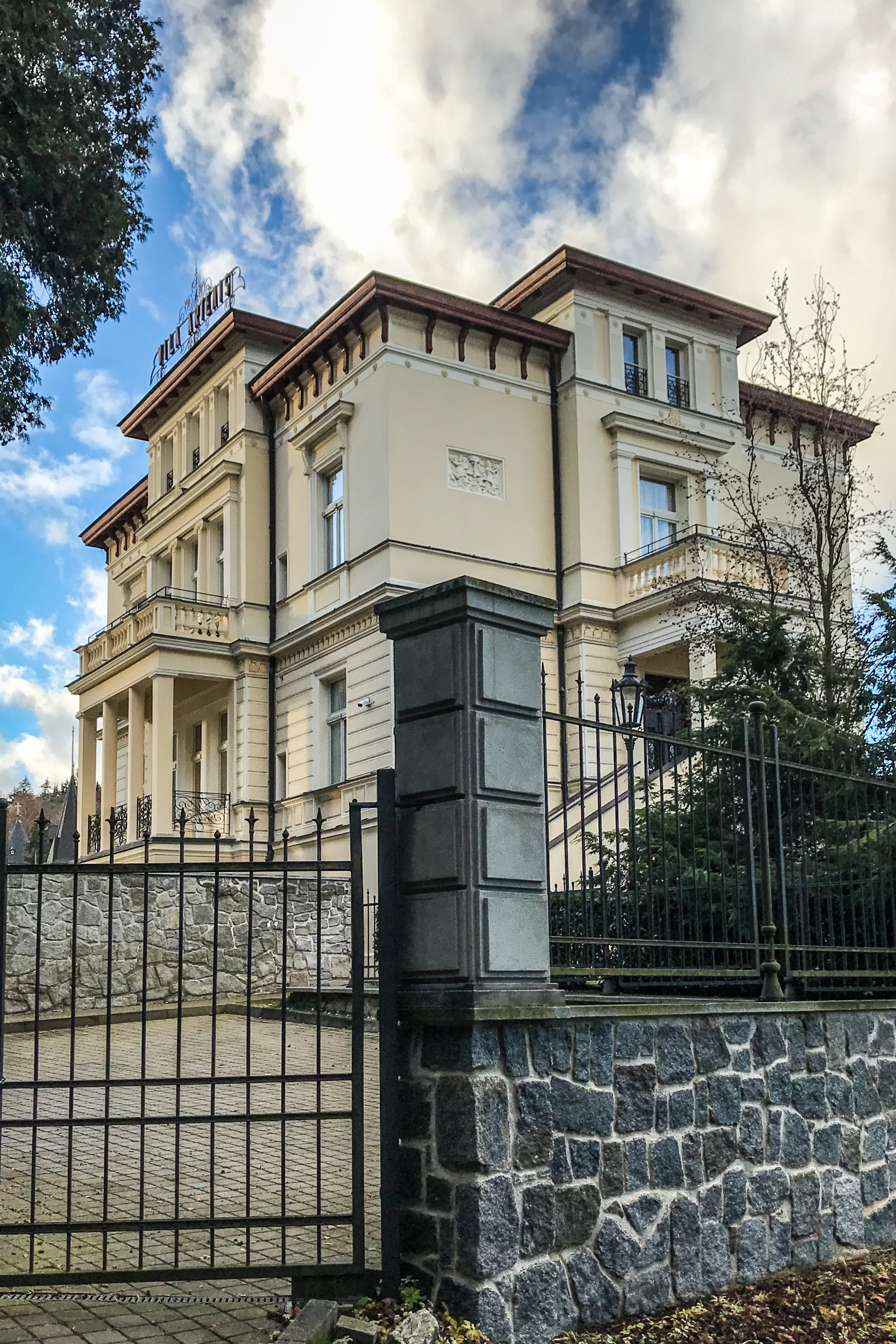
Vila Artemis
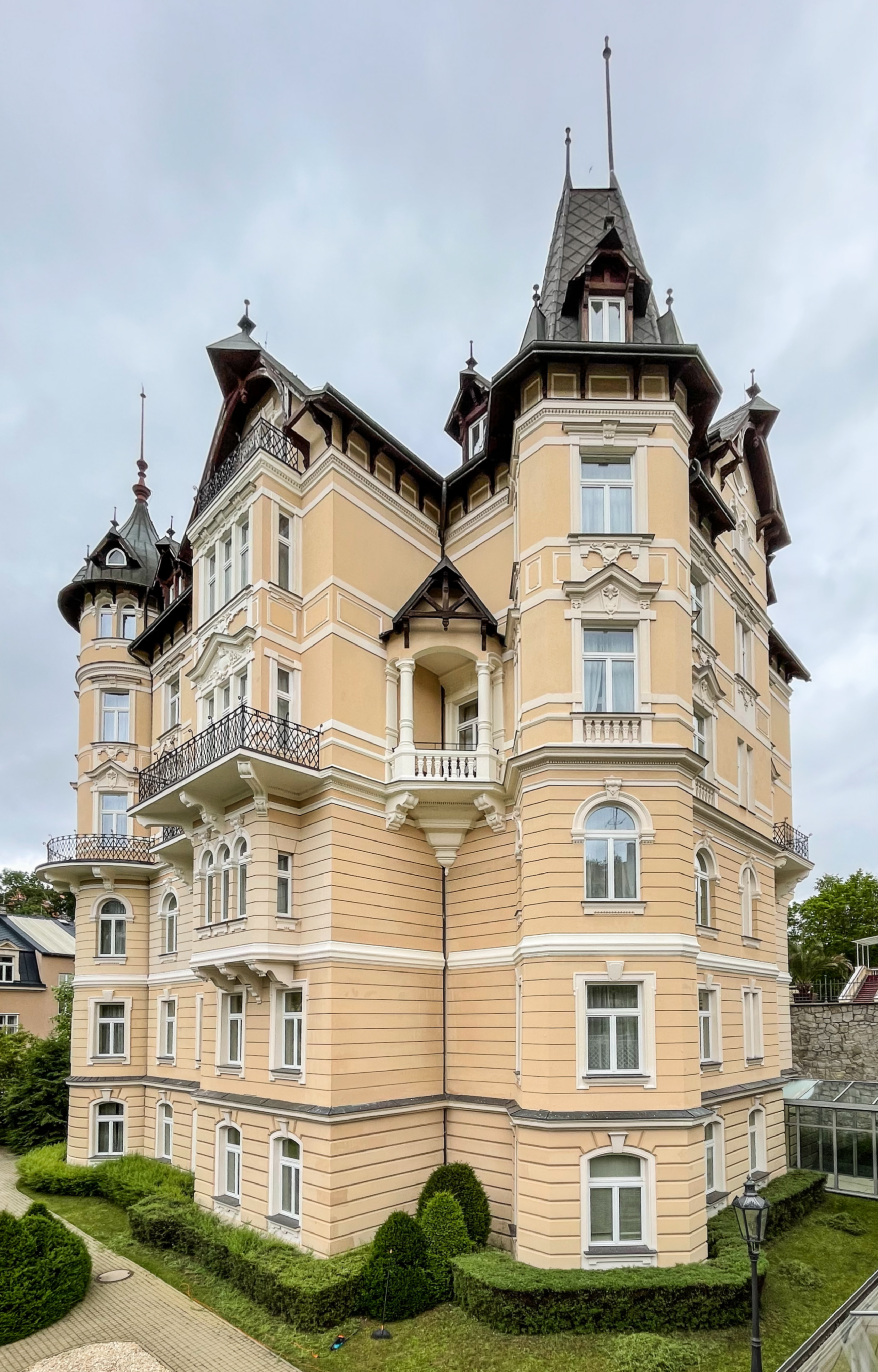
Vila Kleopatra
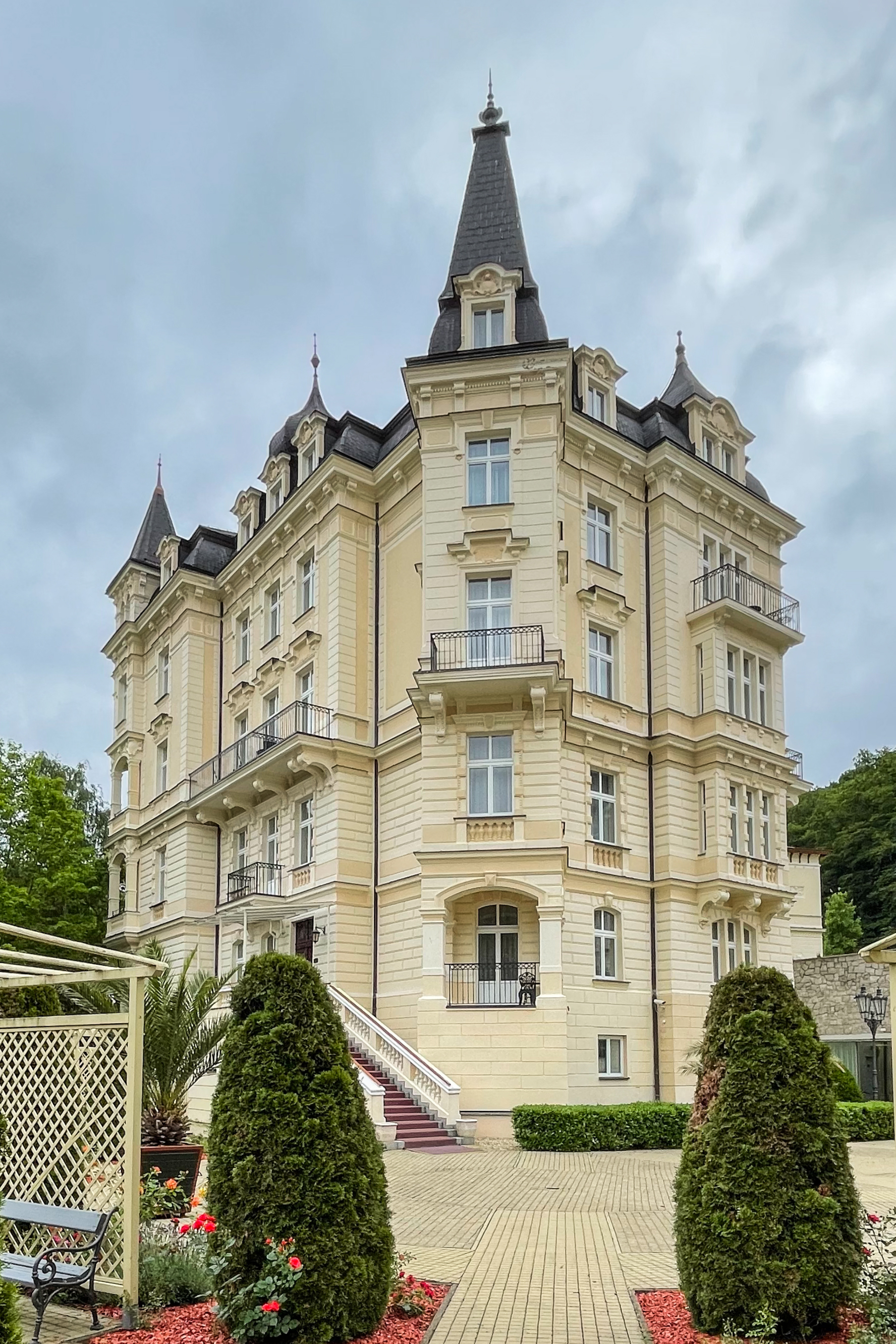
Vila Carlton
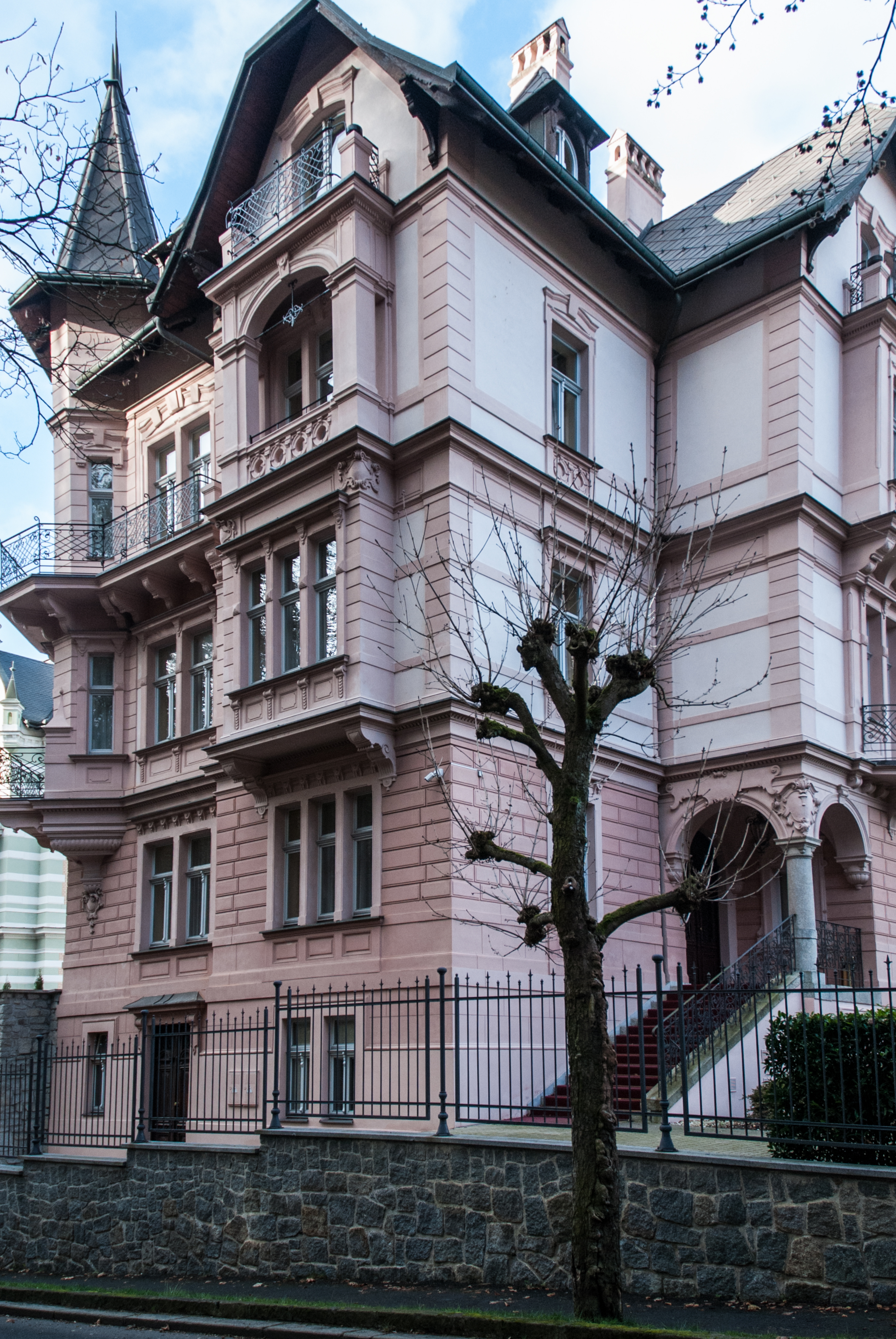
Vila Rusalka